# Minnewaukan
Minnewaukan – miasto w Stanach Zjednoczonych, w stanie Dakota Północna, stolica hrabstwa Benson. W 2008 liczyło 295 mieszkańców.